# Anguille Mountains
Die Anguille Mountains sind ein Bestandteil der Long Range Mountains und befinden sich an der Westküste Neufundlands, wo sie sich beginnend vom Cape Anguille über eine Länge von 64 km entlang der St. George’s Bay erstrecken. Im Südosten wird der Höhenzug vom Flusstal des Grand Codroy River begrenzt.